# Mesomyia fallax
Mesomyia fallax är en tvåvingeart som först beskrevs av Austen 1912.  Mesomyia fallax ingår i släktet Mesomyia och familjen bromsar. Inga underarter finns listade i Catalogue of Life.